# 天満天神宮 (市川市)
天満天神宮（てんまんてんじんぐう）は、千葉県市川市の大野城跡に鎮座する神社。日蓮宗の寺院の本光寺が管理している。大野天満天神宮（おおのてんまんてんじんぐう）とも呼ばれる。

## 起源と歴史
天慶元年（938年）、平将門が京都の北野天満宮をこの地に勧請したものであると伝えられる。菅原道真公の像を描いた掛軸に、その由来を記したものが残されている。また、日蓮聖人御開眼とも記されている。その後、本光寺が別当となり、明治時代以降もそのまま本光寺の管理下となった。

## 本光寺古文書
- 安永7年（1778年）、本光寺の第19世寛具院日正（日荘）により、天神を再興。
- 天明5年（1785年）2月より3月まで、本光寺の第19世寛具院日正（日荘）により、天満天神宮の屋根替。